# Mutalibe ibne Abedalá ibne Maleque
Mutalibe ibne Abedalá ibne Maleque Alcuzai (Muttalib ibn Abdallah ibn Malik al-Khuza'i) foi um filho do general e administrador abássida Abedalá ibne Maleque Alcuzai. Durante a guerra civil entre Alamim e Almamune, aliou-se com o último. Em 811, fez o juramento de aliança (baia) para Almamune por Moçul, e foi nomeado governador do Egito brevemente em 813 e novamente em 814-816. Em 817, contudo, após de Almamune escolher o álida Ali Arrida como seu herdeiro, Mutalibe juntou-se à revolta anticalifal em Baguedade, e mesmo jurou lealdade ao califal rival da capital, Ibraim ibne Almadi.